# Viracucha
Viracucha là một chi nhện trong họ Ctenidae.